# Gabby Scott
Gabby Scott, née le 13 janvier 1997 à Wiesbaden, est une athlète portoricaine, spécialiste du sprint.

## Biographie
Née à Wiesbaden en Allemagne, Gabby Scott bat le record de Porto Rico du 400 mètres en 2022 à Genève.
En 2023 elle prend la 3e place aux Jeux d'Amérique centrale et des Caraïbes.
Elle remporte le titre aux Championnats ibéro-américains de 2024.
Aux Jeux olympiques de Paris elle atteint les demi-finales en portant son record à 50 s 74 en séries, puis 50 s 52 en repêchage.

### Palmarès
| Date | Compétition                              | Lieu         | Résultat | Épreuve | Temps   |
| ---- | ---------------------------------------- | ------------ | -------- | ------- | ------- |
| 2023 | Jeux d'Amérique centrale et des Caraïbes | San Salvador | 3e       | 400 m   | 51 s 51 |
| 2024 | Championnats ibéro-américains            | Cuiaba       | 1re      | 400 m   | 50 s 99 |

### Records
| Épreuve | Performance  | Lieu        | Date        |
| ------- | ------------ | ----------- | ----------- |
| 400 m   | 50 s 52 (NR) | Saint-Denis | 6 août 2024 |